# Conseil cantonal de Schwytz
Législature 2024-2028
Hôtel de ville de Schwyz
Le Conseil cantonal de Schwytz (en allemand : Kantonsrat Schwyz) est le parlement du canton de Schwytz. 

## Composition
Le Grand Conseil est composé de 100 membres.

### Législature 2020-2024

Législature 2020-2024